# 二道白河镇
二道白河镇，是中华人民共和国吉林省延边朝鲜族自治州安图县下辖的一个乡镇级行政单位。2019年被评为中国文化百强镇。

## 行政区划
二道白河镇下辖以下地区：
红丰社区、红丰村、安北村、长胜村、铁北村、头道白河村、长白村、宝马村和奶头山村。

## 经济
二道白河镇是长白山北坡景区的门户，旅游业是该镇的支柱产业。镇内的红丰村毗邻长白山矿泉水保护区，驻有恒大、统一、农心、伊利、雅客等饮料生产商。